# Localidad de México
El término localidad, en el ámbito geográfico de México, hace referencia al menor de los tres niveles de división subnacional reconocidas por el Instituto Nacional de Estadística y Geografía (INEGI), la entidad gubernamental encargada por la ley de la definición del marco geoestadístico nacional.

## Definición
La localidad, de acuerdo con la costumbre o las leyes de cada estado, puede tener títulos como ciudad, villa, pueblo, poblado, núcleo rural, colonia, ranchería, congregación o incluso ejido; su población y condiciones políticas o económicas pueden ser enormemente variables, e incluso puede encontrarse completamente despoblada.
La definición oficial de localidad de acuerdo con el Instituto Nacional de Estadística y Geografía es:

Todo lugar ocupado con una o más viviendas, las cuales pueden estar habitadas o no; este lugar es reconocido por un nombre dado por la ley o la costumbre. De acuerdo con sus características y con fines estadísticos, las localidades se clasifican en urbanas y rurales.

## Clave de localidad
Cada localidad reconocida como tal cuenta con una clave de localidad, formada por cuatro dígitos numéricos. Estos cuatro dígitos, agrupados a su vez con las claves de su estado y municipio correspondiente, forman el Código INEGI, de la siguiente manera:
| Área Geoestadística Estatal | Área Geoestadística Municipal | Clave de localidad           |
| --------------------------- | ----------------------------- | ---------------------------- |
| 01                          | 001                           | 0001                         |
| Correspondencia estatal     | Correspondencia municipal     | Correspondencia de localidad |
| Estado de Aguascalientes    | Municipio de Aguascalientes   | Aguascalientes               |

Así, el Código INEGI de la localidad de Aguascalientes es: 010010001.